# اچ‌ام‌اس سافاری (پی۲۱۱)
اچ‌ام‌اس سافاری (پی۲۱۱) (به انگلیسی: HMS Safari (P211)) یک زیردریایی بود که طول آن ۲۱۷ فوت (۶۶ متر) بود. این زیردریایی در سال ۱۹۴۱ ساخته شد.